# 小澤諒祐
小澤 諒祐（こざわりょうすけ、2004年〈平成16年〉4月27日 - ）は、日本の起業家、ドローンパイロット、カメラマン。
愛知県江南市PR大使。

## 来歴
2004年、愛知県江南市出身。ラジコン全般が好きな父親の影響で、幼い頃からラジコンカーやラジコン飛行機で遊んでいた。ドローンとの出会いは小学5年生の時で、当時ドローンはアメリカから入ったばかりだった。13歳の時、レースで初入賞。スポンサー企業が8社にまで増え、収入が得られるようになると、中学3年で個人事業主として起業。2020年、誠信高等学校に入学。入学時に活動の事を伝え、仕事で学校を休むこともあるなどの事情を理解してもらった事で入学に至った。
2022年3月末、「ドローンムービー世界大会」で優勝。同年12月27日には江南市PR大使を委嘱された。
2023年（令和5年）3月18日から、犬山市と同市観光協会、名古屋鉄道が共同で小澤がドローンで撮影した犬山の観光地を会員制交流サイト（SNS）で配信する企画「小澤諒祐と犬山ドローン旅」を開始した

## 会社
映像制作会社「Kozaaa FPV」
テレビ番組、ライブ配信、CM撮影、スポーツ中継、ミュージックビデオ、プロモーションビデオ、教育コンテンツなどの映像制作を手がける。
また、ドローン演出、ドローン開発など幅広い分野で活躍している。

## 受賞歴
- ドローンムービー世界大会 2022 in KUSU - 優勝[4]
- ドローンムービー世界大会 2022-2023 冬大会 ‐ 優勝[7]

## 制作

### テレビ
- 千原ジュニアの愛知最強 行ったことない町BEST69（2022年2月1日、テレビ愛知）[8]
- 夢R人生 - ドローン撮影
- 炎の体育会TV - ドローン撮影
- あいつ今何してる? - ドローン撮影
- DRAGON CHEF - ドローン撮影
- FNS歌謡祭 森高千里「渡良瀬橋」- ドローン撮影
- ウドちゃんの旅してゴメン - ドローン撮影
- シューイチ - ドローン撮影
- タイチサン! - ドローン撮影
- NEWS ONE - ドローン撮影
- STAR CAT - ドローン撮影
- キャッチ! - ドローン撮影
- WOWOW - ドローン撮影
- 天才てれびくん - ドローン撮影
- 1億3000万人のSHOWチャンネル ‐ ドローン撮影
- かまいたち眼福ちゃんねる ‐ ドローン撮影
- サンドウィッチマン&芦田愛菜の博士ちゃん ‐ ドローン撮影
- ｢ベストアーティスト2024｣   &TEAM 歌唱曲  スタジオ生放送   -  ドローン撮影

### PV
- 愛知航空ミュージアム - ドローン撮影[9]
- 小澤諒祐と犬山ドローン旅 ‐ ドローン撮影
- 大人アガル犬山「大切な人にこそ、見せたいもの」 - ドローン撮影
- &TEAM - ドローン撮影
- 野村不動産 - ドローン撮影

### MV
- Base Ball Bear「いまは僕の目を見て」- ドローン撮影
- 米津玄師「馬と鹿」 - ドローン撮影[3]
- 桑田佳祐「SMILE〜晴れ渡る空のように〜」- ドローン撮影
- JO1「Shine A Light」- ドローン撮影
- 手越祐也「HOTEL」- ドローン撮影
- ¥ellow Bucks「THE SHOW'22」- ドローン撮影
- KG9「HIGHER HIGHER」- ドローン撮影
- DJ RYOW「 I Know What feat. ¥ellow Bucks, ANARCHY」- ドローン撮影